# 178155 Kenzaarraki
178155 Kenzaarraki este un asteroid din centura principală de asteroizi.

## Descriere
178155 Kenzaarraki este un asteroid din centura principală de asteroizi. A fost descoperit pe 3 octombrie 2006 la Apache Point de Andrew C. Becker. Asteroidul prezintă o orbită caracterizată de o semiaxă mare de 3,08 ua, o excentricitate de 0,05 și o înclinație de 11,3° în raport cu ecliptica.